# مارك إل. ماركس
مارك إل. ماركس (بالإنجليزية: Marc L. Marks)‏ هو محامي وسياسي أمريكي، ولد في 12 فبراير 1927 في الولايات المتحدة، وتوفي في 28 فبراير 2018 في نفس البلد. حزبياً، نشط في الحزب الجمهوري. وقد انتخب عضو مجلس النواب الأمريكي.